# فوجیوارا نو میاکو
فوجیوارا نو میاکو (به ژاپنی: 藤原 宮子 ふじわら の みやこ);؟ – مرگ ۷۵۴ میلادی) همسر امپراتور مونمو (زاده ۶۹۷ – درگذشته ۷۰۷ میلادی) چهل و دومین امپراتور ژاپن اهل ژاپن بود. او دختر فوجیوارا نو فوهیتو و خواهر فوجیوارا نو فوساساکی بنیان‌گذار خاندان فوجیوارا هوکه بود. او اولین ملکه مادربزرگ (太皇太后) در تاریخ ژاپن بود.
او مادر امپراتور شومو چهل و پنجمین امپراتور ژاپن بود. (دوره سلطنت ۷۲۴ – ۷۴۹ میلادی) و مادربزرگ دختر شومو، امپراتریس کوکن چهل و ششمین و چهل و هشتمین امپراتور ژاپن بود.
.